# Pinipede
Pinipedele (din limba greacă - "cu picioare înotătoare") reprezintă un ordin de mamifere răspândit în regiunile reci. Aceste animale au corpul fusiform, cu membrele transformate în înotătoare, fiind adaptat vieții acvatice. Din el fac parte focile, leii-de-mare, morsele. Acestea au sub blană un strat gros de grăsime, care le ajută să mențină o temperatură costantă și ajută corpul să înoate mai bine. Sunt vânate pentru grăsime, carne și piele.
Cea mai mică pinipedă, foca cu blană de Galapagos, cântărește aproximativ 30 kg la maturitate și are o lungime de 1,2 metri; cea mai mare, foca elefant sudică, are peste 4 metri lungime și are o greutate de până la 2200 kg. Toate pinipediile sunt carnivore, hrănindu-se cu pește, scoici, calmari și alte creaturi marine.

## Clasificare
Ordin Pinnipedia
- Familia Odobenidae - (1 gen, 1 specie cu două subspecii) -  morsă
- Familia Otariidae - (6 genuri, 12 specii) - leu-de-mare
- Familia Phocidae - (13 genuri, 19 specii) - focă